# Hydatina
Genre
Synonymes
- Hydatoria Iredale, 1936[2]

Hydatina est un genre de mollusques gastéropodes de la famille des Aplustridae.

## Liste des genres
Selon World Register of Marine Species (29 novembre 2018) :
- Hydatina albocincta (van der Hoeven, 1839)
- Hydatina exquisita Voskuil, 1995
- Hydatina fasciata (Bruguière, 1792)
- Hydatina montillai Delsaerdt, 1996
- Hydatina physis (Linnaeus, 1758)
- Hydatina vesicaria (Lightfoot, 1786)
- Hydatina zonata (Lightfoot, 1786)

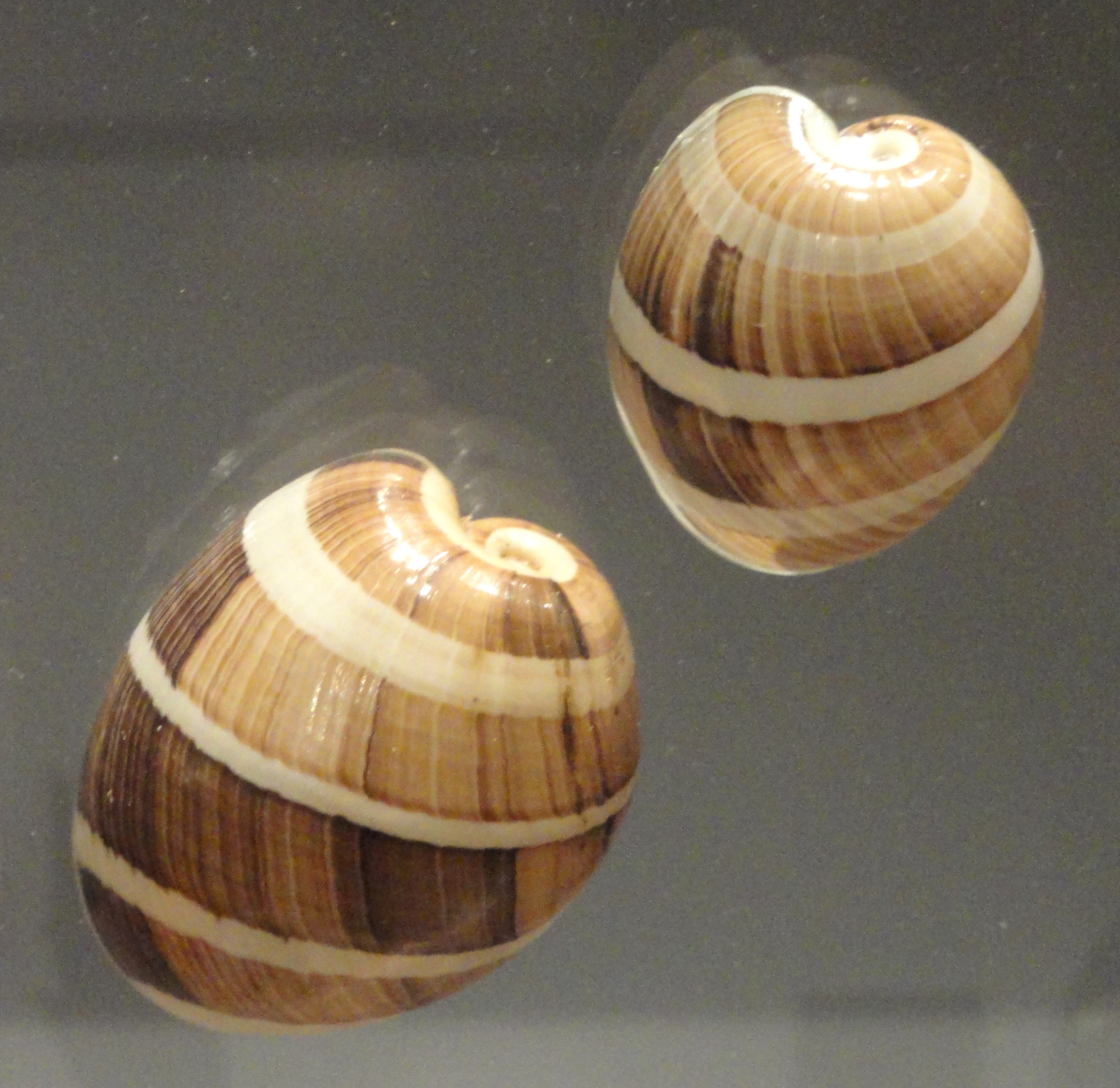
Hydatina albocincta
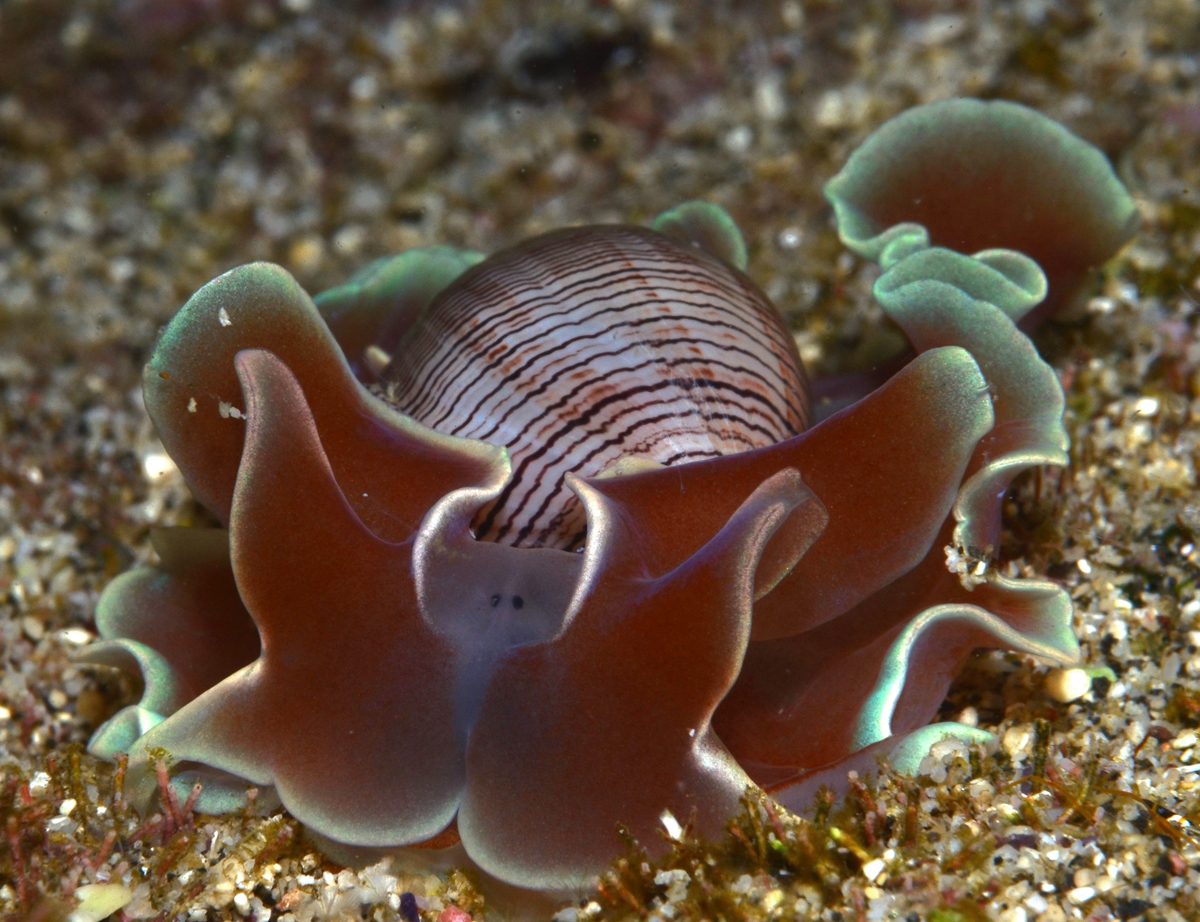
Hydatina physis
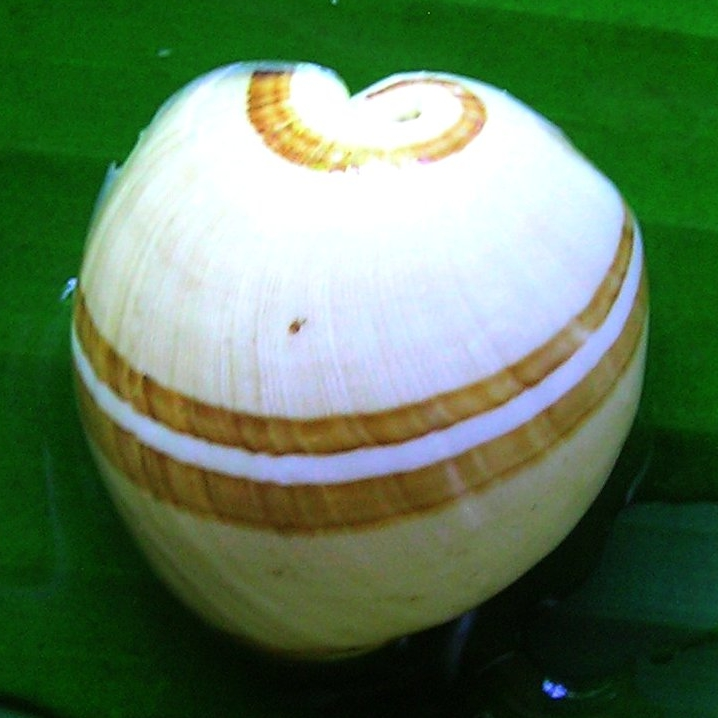
Hydatina zonata
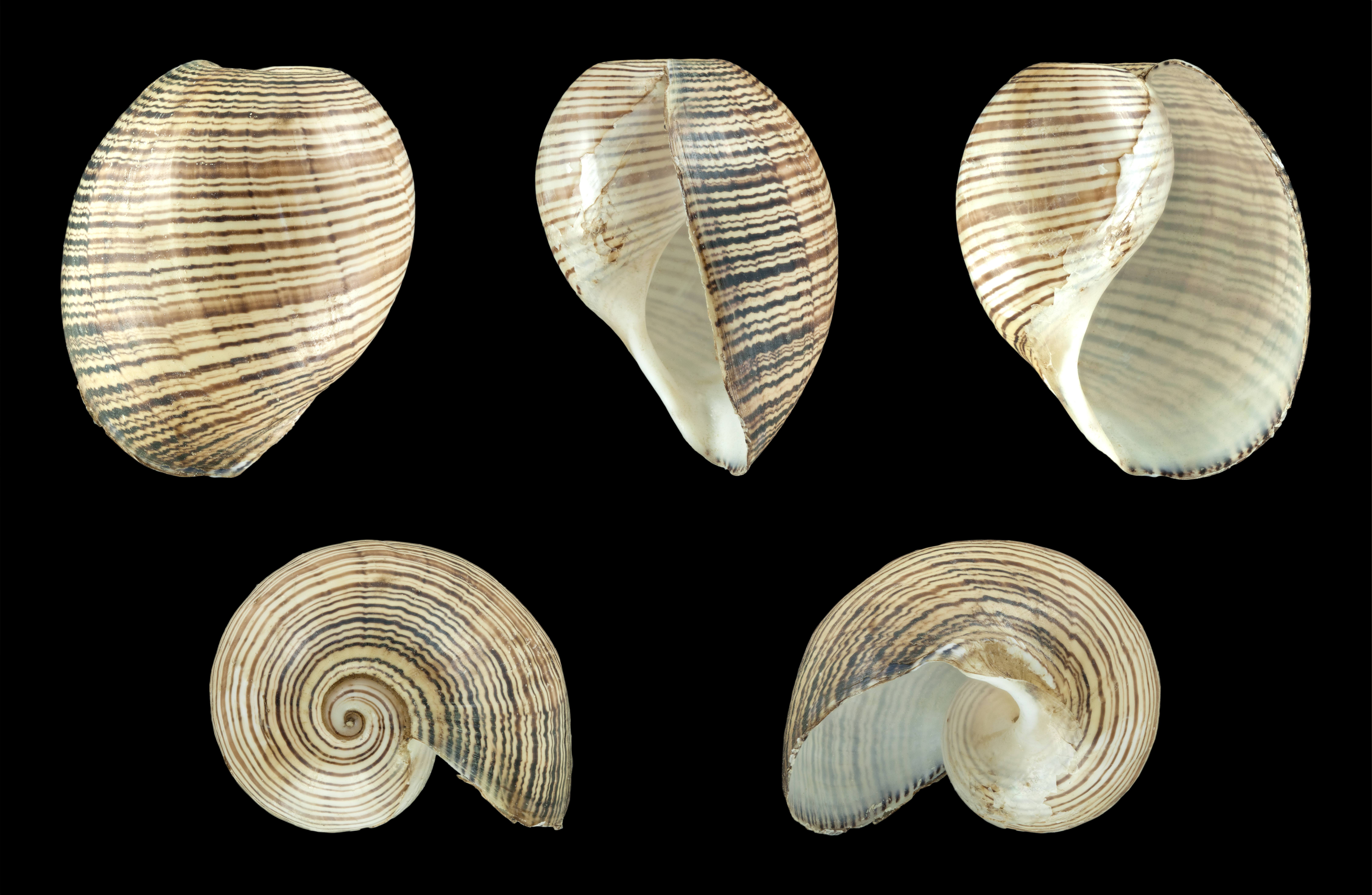
Hydatina physis
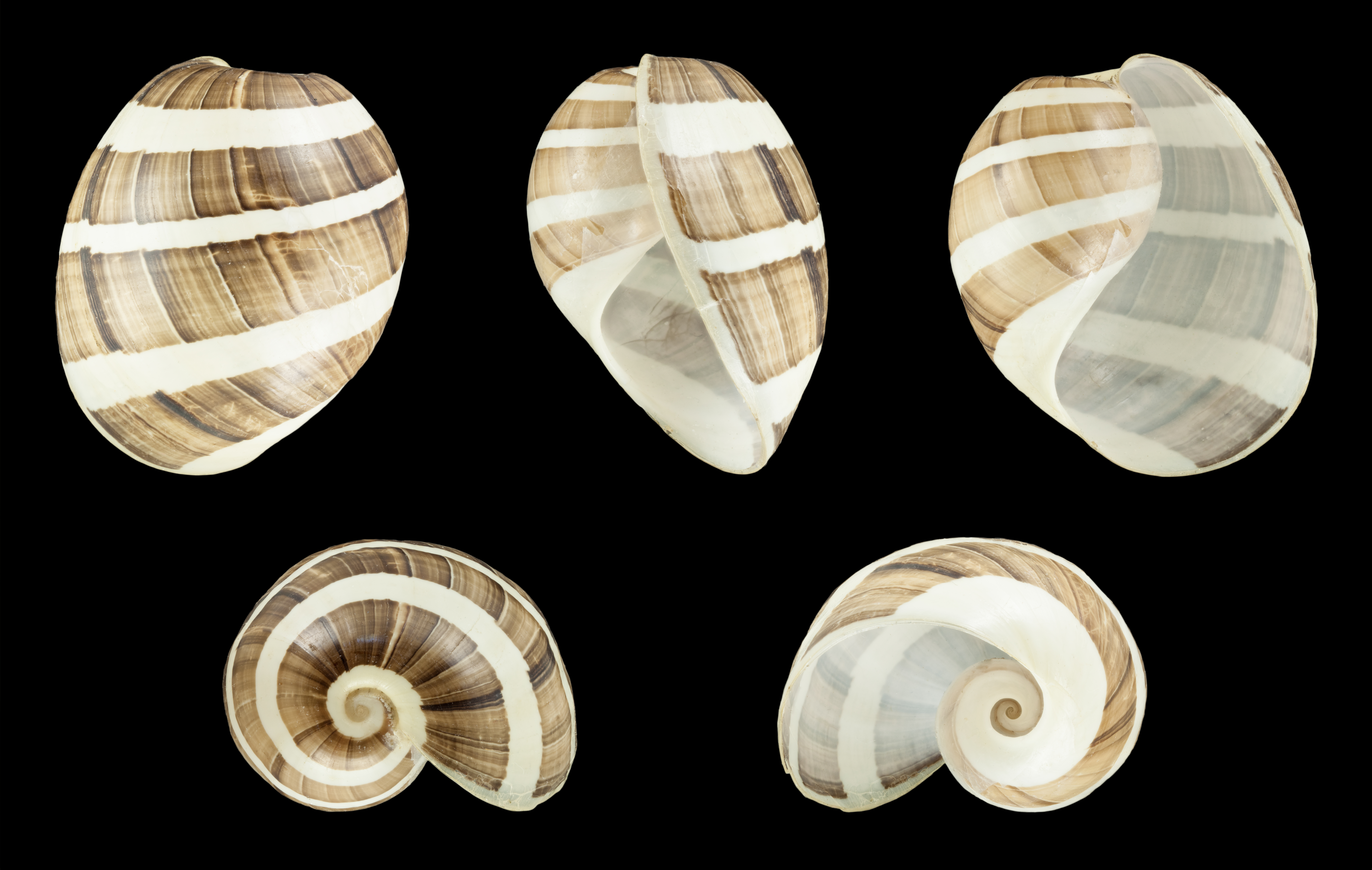
Hydatina albocincta

## Publication originale
- Schumacher, 1817 :  Essai d'un nouveau système des habitations des vers testacés. pp. 1-287 (texte intégral) (fr + la) .